# Galactic Storm
Galactic Storm (ギャラクティックストーム?, Gyarakutikku Sutōmu) è un videogioco arcade di genere sparatutto a scorrimento frontale, sviluppato e pubblicato dalla Taito nel 1992.
È stato emulato per la prima volta nel 2024 sul Taito Egret II Mini, un cabinato miniaturizzato dedicato al retrogaming contenente circa settanta preinstallati classici della compagnia.

## Modalità di gioco
In Galactic Storm viene controllata un'astronave che si prepara a partire per sconfiggere Dio, un particolare pianeta esistente fin dall'antichità, che con il suo enorme potere sta tenendo sotto controllo la Terra e la razza umana.
La navicella è equipaggiata con uno scudo per resistere a colpi multipli, oltre al colpo standard c'è anche un'arma speciale chiamata "D-Weapon", più efficace in quantità limitata disponibile. Dopo il decollo, il giocatore vola su un percorso prestabilito con un limitato spazio di manovra attraverso le fasi, affrontando ondate di nemici (robot giganti per esempio). Alla fine di ognuno dei sei livelli, lo attende un nemico boss più forte. Una volta superato questo ostacolo, gli scudi della nave vengono in una certa misura ripristinati e il giocatore può continuare il volo attraverso vari ambienti, tra cui ad esempio gli ampi spazi aperti, i paesaggi planetari ricoperti di alberi e gli stretti tunnel.